# Yu Yeong-ju
Yu Yeong-ju (유영주?; Incheon, 23 novembre 1971) è un'ex cestista sudcoreana.

## Carriera
Con la Corea del Sud ha disputato le Olimpiadi del 1996 e due Campionati del mondo (1994, 1998).